# Граб (община Требине)
Граб (на сръбски: Граб) е село в Босна и Херцеговина, разположено в община Требине, в ентитета на Република Сръбска. Населението му според преброяването през 2013 г. е 76 души, от тях: 76 (100,00 %) сърби.

## Население
Численост на населението според преброяванията през годините:
- 1961 – 254 души
- 1971 – 221 души
- 1981 – 190 души
- 1991 – 135 души
- 2013 – 76 души